# Miles "Tails" Prower
Miles Prower (ja. マイルス・パウアー Mairusu Pauā), poznatiji po njegovom nadimku Tails (ja. テイルス Teirusu), u Hrvatskoj poznat kao Repko (Sonic X) i Repić (Avanture Sonica, Sonic the Hedgehog emisija) jest Sonicov najbolji prijatelj, pomoćnik, jedan od glavnih protagonista Sonic franšize te glavni lik i protagonist svog mini-serijala koje je stvorila Sega. On je jedan od najpopularnijih likova iz serijala, i uz Sonica i Eggmana se pojavljuje u najviše igrica. Uz igrice, pojavio se u mnogim stripovima i animacijama.
Tails, kao što mu ime kaže, ima dva repa kojim leti i napada neprijatelje. Njegovo puno ime, Miles Prower, jest kalambur rečenice Miles per hour (milje po satu), kao šala o brzini njegovog najboljeg prijatelja. Tails jest drag, dobročudan, plašljiv mladi lisac koji je eventualno naučio biti hrabar i samopouzdan. Naučio se ne pretjerano oslanjati na Sonica i sam ići u pustolovine. Tailsov IQ je 300, isto kao Eggmanu, i oboje imaju dar za računarstvo i stvaranje raznih robota.
Kao njegov plavi frend, Tails je jedan od najpoznatijih fiktivnih likova, i jedan od najslavnijih pomoćnika glavnim likovima videoigara, uz Luigija iz Super Marija i Diddy Konga iz Donkey Kong serijala. U službenoj anketi koju je vodila Sega u 2009.-oj, Tails je bio proglašen trećim najpoznatijim likom franšize uz Sonica i Shadowa.

## Pozadina
Koncept Tailsa utemeljen je tijekom razvoja Sonic the Hedgehog 2. Nakon neke rasprave o tome kako napraviti nastavak originala Sonic the Hedgehog (1991.), djelić Sonic Teama krenuo je raditi sa Sega Technical Instituteom Seginog američkog tima. Novi element koji su željeli predstaviti bio je lik koji će poslužiti kao suputnik Sonic the Hedgehogu i lik koji će možda moći privući pozornost novih igrača na franšizu.
U STI je održano natjecanje na kojem je Yasushi Yamaguchi, originalno glavni umjetnik i dizajner nivoa za Segin Sonic Team, pobijedio. Lik je trebao imati "duboko divljenje Sonicu".
Naziv “Miles Prower” igra je riječi na mjernu jedinicu brzine (milja na sat). Lik je prvotno trebao biti tanuki (rakun sličan psećem podrijetlom iz istočne Azije i izuzetno popularan u japanskom folkloru), koji je bio obrađen po uzoru na igračku iz NLO hvataća. Dizajneri su ga odlučili promijeniti u lisca kako bi izbjegli moguće usporedbe s Mariom koji je u to vrijeme imao moć zvanu Tanuki odijelo. Ovo odijelo omogućilo mu je let i omogućilo mu je da izgleda poput tanukija, otuda i ime power-upa. Konačno, Tails je dobio svoja dva repa da bi stekao više osobnosti. Prijedlog Yamaguchia pobijedio je, ali Sonic Team je odlučio promijeniti ime lika iz "Miles" u "Tails" zbog čega Yamaguchi nije bio nimalo zadovoljan. Tim i Yamaguchi završili su kompromisom: "Miles" je koristio kao svoje legalno ime; "Tails" će mu biti nadimak, i puno ime bilo bi Miles "Tails" Prower.
Tijekom dizajniranja, Tails je u početku imao potpuno crne zjenice i samo jedan jedini rep. Yasushi Yamaguchi je također stvorio Tailsa kao lika s pet godina, usprkos službenoj dobi, osam. Unatoč tome što su Tailsove tri šiške obično prikazane kako izbijaju iz njegove glave, njegov je autor namjerio da strše s desne strane.
Lik je debitirao kao Sonicov partner, u drugoj igri franšize, i ostao je važan lik. Međutim, jedinstvenost Tailsa nije utvrđena sve dok u Sonic the Hedgehog 3 nije bilo dopušteno igračima kontrolirati njegovo letenje.
Tailsa je redizajnirao (zajedno s ostatkom likova u franšizi) Yuji Uekawa za Sonic Adventure. U redizajnu mu je krzno dobilo jantarnu boju, uz vidljive plave šarenice, postao je nešto vitkiji i dobio malo povećanje u visini. Pomaknuo se na opsežniji izgled sa zaobljenim ušima na vrhu i duljim repovima koji se koriste kao njegov glavni oblik napada, a ponajviše potezom Tail Swipe. Kasnije, između Shadow the Hedgehog i Sonic Unleashed, bio je još viši i zadobio je nekoliko ogrebotina na prednjoj strani svojih cipela.

## Fizički opis
Za razliku od Sonica, Tails nije iskusio puno promjena u dizajnu. Od samog početka je Tails bio nizak i žut, s bijelim dlakama na njuški, trbuhu i repu. Nosi bijele čarape, rukavice i cipele, s grimiznom prugom. Najpoznatije specifičnosti za Tailsov dizajn su dva dlakava, debela repa, i tri kratke šiške koje mu strše iz čela. Ima špičaste žute uši koje su iznutra bijele, uz plave i crne oči i mali crni nos. Ima par sličnosti sa Sonicom što se tiče izgleda, ali Tails ima veoma unikatan dizajn u usporedbi s ostalim likovima.

## Osobina
Tails se može opisati kao mladi, pametni, ambiciozni, odlučni, ponekad nespretni, ali jako inteligentan lisac. Tails je jedan od glavnih pozitivaca serijala, i zato putuje s njegovim prijateljima na razne avanture, i on je uvijek mozgalo njegove grupe, daje svoje ideje i kreira razne izume za rješavanje problema ili dalje putovanje.
Tails je smireniji, strpljiviji i više prijateljski od njegovih najboljih prijatelja, Sonica i Knucklesa, posljedica ovoga je to da je Tails nekad pre slab, i ostali ga smatraju smetnjom kad nije potreban. Iako je to slučaj ponekad, Tails zna pokazati da je jak, agilan i spretan. U sportskim igrama ima klasifikaciju lika tehnike. Tails može dugo letjeti i nositi teške predmete. Ovo se pokazuje u Sonic Heroes gdje leti dok se za njega drže Sonic i Knuckles. Tailsovi najčešći pokreti su bacanje bombi u obliku prstenja i, isto iz Sonic Heroes, Thunder shoot, gdje baci Sonica i Knucklesa naprijed da unište robote.
Tails je moguće najpametniji lik u franšizi, prikazano njegovim vještinama u računarstvu, programiranju i inženjeringu. U Sonic Lost World jednostavno popravi propeler na njegovom avionu (Tornadu), i kaže da je jednom napravio televizor s čačkalicama i deterdžentom. U Sonic Colors je stvorio prevoditelj za jezik Wispova, u Sonic Unleashed kreirao je mapu svijeta koju je Sonic koristio za putovanje. U Sonic Adventure 2 napravio je lažni smaragd kaosa skoro pa moćan kao pravi.
U početku Tails je imao problem s manjkom samopouzdanja, stalno mu je trebala Sonicova pomoć i odobrenje, jer smatra Sonica velikim bratom. Iako ponekad to radi i nakon Sonic Adventure, u toj igrici je naučio da, iako mu je Sonic puno pomogao, i da je naučio puno stvari i promijenio se nakon što su se počeli družiti, neće se moči uzdati u Sonica zauvijek. Od tada je počeo ići na pustolovine sam, i pojavio se u dvije igrice gdje je spašavao svoj otok bez pomoći Sonica (Tails Adventure i Tails Skypatrol). Nakon što je počeo sam ići na pustolovine, u rijetkim slučajima je imao problem s arogancijom. U igrama kao Sonic Colors i Sonic Lost World, hvali se svojim izumima i izražava se kao da je bolji od Sonica. U Sonic Lost World, Tails se naljuti na Sonica nakon što on zatraži pomoć od Eggmana, misleći da Sonic smatra njega gorim i manje pametnijim od Eggmana.
Neke vještine Tailsa slične su Sonicu, kao Spin Dash, ali ima i svoj arsenal i topništvo. U Tails Skypatrol ima puno izuma i sprava kao bombe i cipele za ubrzavanje. Koristi već spomenuti Tail Sweep, U Sonic Heroes koristi Thunder Shoot, u Sonic Adventure 2 kontrolira svog vlastitog robota, i Tailsov pokret koji koristi u svakoj igrici je njegov let, koji koristi mrdanjem svojih repova u krug.
Neke slabosti su to da zna biti naivan, pričati prije nego što promisli i, nešto što ostali likovi smatraju slabost, česti technobabble. Ovo je rezultiralo u događajima koji su skoro izazvali smrt njegovih prijatelja.

## Pojave

### Igrice
- Sonic the Hedgehog 2 (8-bit)
- Sonic the Hedgehog 2 (16-bit)
- Sonic CD (Kameo)
- Sonic Chaos
- Sonic Spinball
- SegaSonic Cosmo Fighter
- Sonic the Hedgehog 3
- Sonic Drift
- Wacky Worlds Creativity Studio
- Sonic the Hedgehog's Gameworld
- Tails and the Music Maker
- Sonic & Knuckles
- Sonic the Hedgehog Triple Trouble
- Sonic Drift 2
- Knuckles' Chaotix
- Tails Skypatrol
- Tails Adventure
- Sonic the Fighters
- Sonic 3D Blast
- Sonic's Schoolhouse (kameo)
- Sonic R
- Sonic Adventure
- Sonic the Hedgehog Pocket Adventure
- Sonic Shuffle
- Sonic Adventure 2
- Sonic Adventure 2: Battle
- Sonic Advance
- Sonic Advance 2
- Sonic Pinball Party
- Sonic Adventure DX: Director's Cut
- Sonic Battle
- Sonic Heroes
- Sonic Advance 3

- Sonic Jump
- Sonic Gems Collection
- Shadow the Hedgehog
- Sonic Rush
- Sonic Riders
- Sonic the Hedgehog (2006.)
- Sonic Rivals
- Sonic and the Secret Rings (Spomenut)
- Sonic Rush Adventure
- Mario & Sonic at the Olympic Games
- Sonic Rivals 2
- Sonic Riders: Zero Gravity
- Super Smash Bros. Brawl (Kameo)
- Sega Superstars Tennis
- Sonic Chronicles: The Dark Brotherhood
- Sonic Unleashed
- Sonic and the Black Knight (Spomenut)
- Mario & Sonic at the Olympic Winter Games
- Sonic at the Olympic Winter Games
- Sonic & Sega All-Stars Racing
- Sonic Classic Collection
- Sonic Free Riders
- Sonic Colors
- Sonic Generations
- Mario & Sonic at the London 2012 Olympic Games
- Sonic the Hedgehog CD (2011.)
- Sonic the Hedgehog 4: Episode II
- Sonic the Hedgehog 4: Episode Metal (Kameo)
- Sonic Jump (2012.)
- Sonic & All-Stars Racing Transformed
- Sonic Dash
- Sonic the Hedgehog (1991.) (2013.)
- Sonic Lost World
- Mario & Sonic at the Sochi 2014 Olympic Winter Games
- Sonic Jump Fever
- Super Smash Bros. for Nintendo 3DS and Wii U (Kameo)
- Sonic Runners
- Mario & Sonic at the Rio 2016 Olympic Games
- Sonic Runners Adventure
- Sonic Forces: Speed Battle
- Sonic Forces
- SEGA Heroes
- Super Smash Bros. Ultimate (Kameo)
- Team Sonic Racing
- Sonic Racing
- Mario & Sonic at the Olympic Games Tokyo 2020

### Drugi mediji

#### Emisije i filmovi
- Avanture Sonica
- Sonic the Hedgehog (SatAM)
- Sonic the Hedgehog (OVA)
- Sonic X
- Sonic Boom
- OK K.O.! Let's Be Heroes (U epizodi "Let's Meet Sonic")
- Sonic: Super jež

#### Tiskani mediji
- Sonic strip
- Sonic the Hedgehog (Archie stripovi)
- Sonic X
- Sonic Universe
- Manga
- Sonic the Hedgehog (IDW Publishing)

## Odnosi

### Sonic the Hedgehog
Sonic je Tailsu kao brat, i najbolji su prijatelji od skoro pa početka franšize. Tails je bio onaj koji se pokušao sprijateljiti sa Sonicom kad je spazio njegovu brzinu i heroizam, što ga je zadivilo. Za Tailsa Sonica nije bilo briga, ali Sonicu se svidio mladi lisac zbog njegove ambicije i vještina, pa je odlučio nastaviti se družiti s njim i voditi ga na pustolovine s njime. Tails i Sonic su postali jedan od najpoznatijih dua u videoigrama. Sonic puno pomaže Tailsu i pazi na njega, i Tails je sretan pomoći Sonicu također. U Sonic the Hedgehog 2 Sonica je uhvatio svojim avionom nakon što je skočio iz Eggmanovog letećeg broda. Sonic isto pomaže Tailsu. U Sonic Rivals 2 Sonic veli da Tailsu pomaže trenirati i vježbati. U Sonic Advance 3 imaju potez zvan "Unbreakable bond" (Neraskidiva veza). Iako se ovo ne događa često, Tails i Sonic se znaju svađati. U Sonic Adventure Tails izrazi da mrzi kad ga Sonic ne sluša. Unatoč nekim problemima, Tails i Sonic poštuju jedan drugog, i dijele bratski odnos. Tails je Sonicu u Sonic Generations organizirao rođendansku zabavu kao zahvala za njegova dobra djela, i Sonic je puni puta spasio Tailsa od opasnih situacija.

### Knuckles the Echdina
Tails i Knuckles u početku nisu imali najbolji odnos. Ovo je slučaj zato što su se prvo upoznali u Sonic 3 & Knuckles, gdje je Knuckles smatrao da je Tails neprijatelj jer se družio sa Sonicom, a Knuckles je mislio da je Sonic neprijatelj nakon što ga je Eggman zavarao. Nakon te igrice, Knuckles i Sonic su se počeli družiti, i zato je Tails postao prijatelj s Knucklesom. Pošto je mlad, Knuckles je strpljiv s Tailsom usprkos njegovoj često nestrpljivoj naravi. Iako, pošto Knuckles jest Knuckles, zna biti malo bezobrazan prema Tailsu i nekad ga izaziva. Knuckles zna braniti Tailsa, što se vidi u igrama kao Sonic Riders nakon što mu se rugala Wave the Swallow, i Sonic Heroes kad se Tails brinuo oko Eggmanovog plana.

### Doktor Eggman
Da Sonica nema, Tails bi bio Eggmanov glavni neprijatelj. Sonicovo ponašanje prema Eggmanu zna biti šaljivo i sarkastično uz često ozbiljno neprijateljstvo, što se tiče Tailsa, on sasvim mrzi Eggmana, no zna se previše bojati Eggmana da to prizna. Tu i tamo jest sarkastičan, ali kad treba biti ozbiljan, ozbiljan je. U Sonic Adventure 2 je Tails skoro izazvao Sonicovu smrt, i kad ga je Eggman počeo izazivati, Tails se počeo boriti s njim. Tails je bio žrtva mnogih planova Eggmana, kao u Sonic Colors. Tails je nekad i kritičan Eggmanovim znanstvenim vještinama.

### Amy Rose
Amyina fascinacija sa Sonicom je izraženija od njenih ostalih odnosa, ali to ne znači da nema prijatelje. Jedan od njenih najboljih prijatelja je Tails. Tails zna spasiti Amy kada Sonic ne može, i Amy je spremna i sretna uzvratiti.

### Shadow the Hedgehog
Shadow i Tails pokazali su da su dobri prijatelji, ali njihovi susreti su često negativni zbog okolnosti. Često je Tails na Sonicovoj strani kad je Shadow protiv Sonica, što se vidi u Sonic Heroes i Sonic Adventure 2, Sonic Rivals 2, Sonic Battle. U Sonic Chronicles: The Dark Brotherhood je Shadow pokazao da ne mrzi Tailsa. Nekad je sarkastičan, ali jest drag prema njemu i jedan je od najkorisnijih članova Tailsovog tima.

### Rouge the Bat
Tails i Rouge su prijatelji, ali Rouge često zakomplicira stvari. Rouge zna koliko je Tails sramežljiv, pa će ga nekad zadirkivati samo da ga naljuti ili osramoti. Pošto je Rouge bila špijun u Sonic Adventure 2, njenoj prvoj pojavi, Tails za nju nije ni znao do samog kraja igrice. Njihova prva prava interakcija bila je u Sonic Battle, gdje se Rouge šalila s Tailsom za njegove reakcije, što je ona smatrala smiješno i slatko.

### Cream the Rabbit
Iako Cream i Tails nemaju previše interakcija, ali u par igrica gdje jesu bili zajedno, prikazani su kao prijatelji. Komplimentiraju jedan drugu u mnogim slučajima. Cream je kao ženska verzija Tailsa i ponaša se prema Amy kako se on ponaša prema Sonicu.

### Ostali odnosi

#### Neprijatelji
- Babylon Roguesi
- Infinite

#### Prijatelji
- Marine the Racoon
- Omega
- Cheese
- Wispovi

## Nasljedstvo
Tails je osvojio nagradu "Najbolji novi lik"  u dodjeli nagrada za videoigre časopisa Electronic Gaming Monthly 1992. godine, nazvan "ne samo slatkim kao Sonic, nego i jako važnim likom". U Official Nintentendo Magazineu prozvan je drugim najboljim Sonic likom.

## Zanimljivosti
- Tails ima barem dvije alternativne forme
  - Super Tails, sličan Super Sonicu, ali Tails se može pretvoriti u Super Tailsa samo Super smaragdima
  - Mnoge forme koje se pojave kad Tails koristi Wispove